# Idds kommun
Idds kommun (norska: Idd kommune) var en kommun i Østfold fylke i sydöstra Norge. Kommunen omfattade den södra delen av nuvarande Haldens kommun (landsbygden söder om staden Halden, öster om Idefjorden).

## Administrativ historik
Idds kommun upprättades den 1 januari 1838 (som Id formannskapsdistrikt) när Formannskapslovene från 1837 trädde i kraft.
Den 1 januari 1967 gick kommunen upp i  Haldens kommun. Kommunens hade då 7 213 invånare.